# Głuszec (dopływ Kopla)
Głuszec – ciek w całości znajdujący się w Poznaniu, prawobrzeżny dopływ Kopla. 
Źródło znajduje się w lesie na wschód od ul. Ożarowskiej w Poznaniu, na południe od skrzyżowania z ul. Głuszyna. Ciek płynie szeroką doliną poprzecinaną licznymi rowami melioracyjnymi, stanowiącymi dopływy Głuszca. W okresie silnych opadów i roztopów dolinę wypełniają obszerne rozlewiska. W obrębie doliny występują liczne cenne siedliska przyrodnicze. W dolinie Głuszca planowano realizację zbiornika retencyjnego. W pobliżu obszaru źródliskowego znajduje się zbiornik Czapnica.

## Przypisy

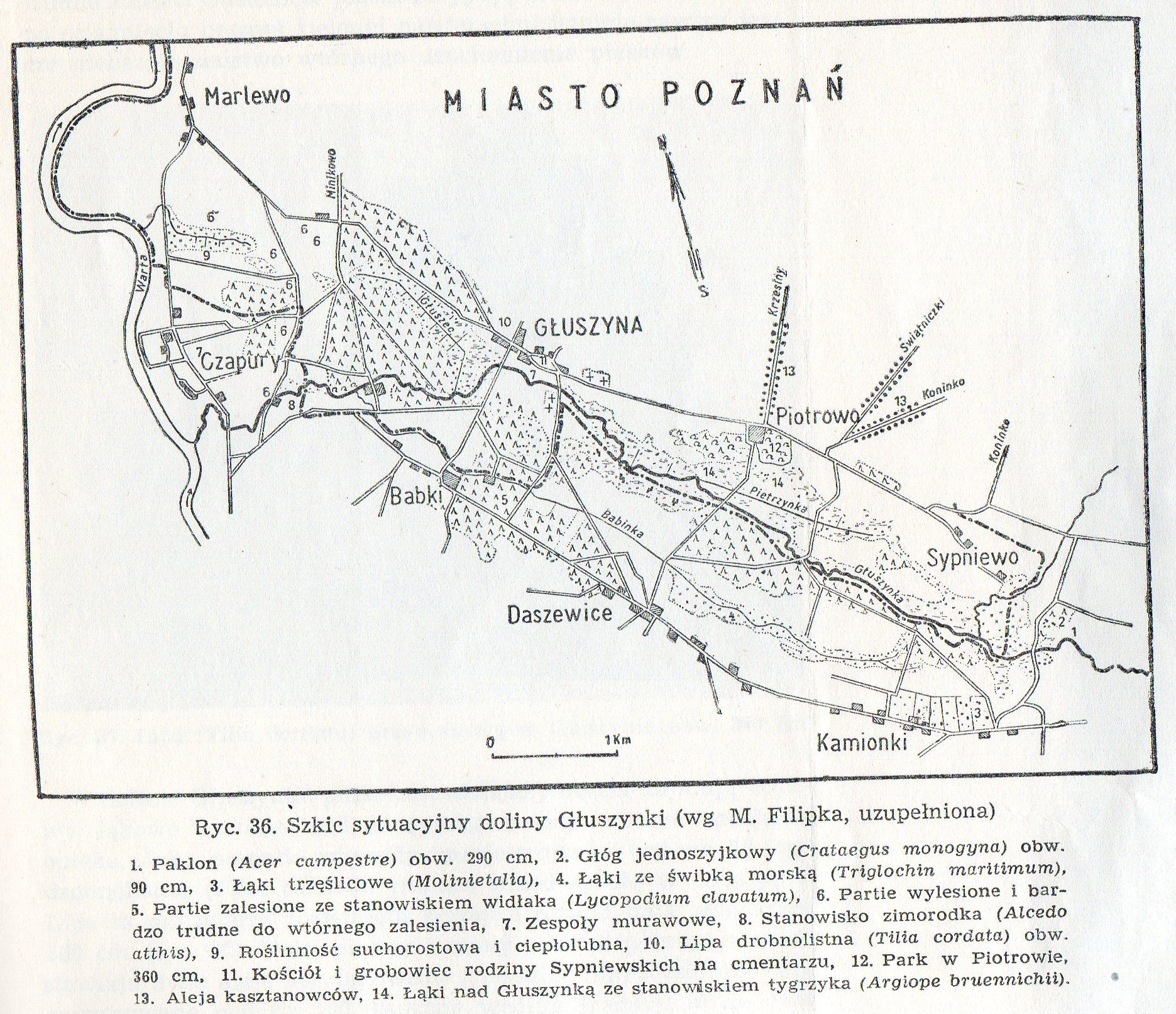
Mapa doliny Kopla z zaznaczonym przebiegiem Głuszca